# William George Barker
V.C. William George Barker (Dauphin, 3 novembre 1894 – Ottawa, 12 marzo 1930) è stato un aviatore canadese.
Fu un Asso dell'aviazione della prima guerra mondiale insignito della Victoria Cross. È il militare più decorato nella storia del Canada ed il maggiore asso del fronte italiano della grande guerra.

## Biografia
Nato in una fattoria di famiglia a Dauphin (Manitoba), "Will" Barker è cresciuto alla frontiera delle Grandi Pianure, cavalcando cavalli, sparando e lavorando da giovane nella fattoria e segheria del padre. Era un tiratore eccezionale, usando una Carabina Winchester con Azionamento a leva che aveva modificato. Era particolarmente abile nel tirare in movimento, anche a cavallo. Era fisicamente pronto, emotivamente intenso e con interessi di ampio respiro. Era uno studente molto bravo a scuola, ma aveva frequenti assenze dovute alla vita di fattoria e segheria; era il cacciatore che dava da mangiare agli operai della segheria mentre era ancora un giovane adolescente e mancava alle lezioni per questo motivo.
Barker si innamorò dell'aviazione dopo aver visto i pionieri degli aviatori che volavano sugli aerei Curtiss e Wright Flyer alle fiere della fattoria tra il 1910 e il 1914. Era un boy scout a Russell, Manitoba, a 15 km da Saskatchewan ed un membro del 32nd Light Horse, un'unità di Milizia attiva non permanente basata a Roblin, Manitoba a 400 km a nord-ovest di Winnipeg. Era al Grade 11 del Dauphin Collegiate Institute nell'autunno del 1914, poco prima del suo arruolamento.

## Prima guerra mondiale
Nel dicembre del 1914, poco dopo lo scoppio della prima guerra mondiale e la successiva chiamata alle armi nel Dominion of Canada, Barker si arruolò come numero 106074 nel ruolo di Trooper William G. Barker nel 1st Canadian Mounted Rifles. Il reggimento andò in Inghilterra nel giugno del 1915 e poi in Francia il 22 settembre di quell'anno. Barker era nei fucilieri a cavallo della sezione mitragliatrici del reggimento fino alla fine di febbraio od all'inizio di marzo del 1916, quando si trasferì come osservatore in prova nella Royal Flying Corps nel No. 9 Squadron RAF, dal 7 luglio nel No. 15 Squadron RAF e nell'agosto successivo abbatté il suo primo aereo dal sedile posteriore di un Royal Aircraft Factory B.E.2d.

### Fronte occidentale (1916-1917)
Fu nominato sottotenente in aprile e gli fu concesso un permesso di cinque giorni a Londra per acquistare un'uniforme ed un equipaggiamento da ufficiale. Al suo ritorno, fu assegnato al No. 4 Squadron ed il 7 luglio trasferito al No. 15 Squadron RAF, ancora in volo sui B.E.2. Il 21 luglio Barker colpì un Roland facendolo abbassare con la pistola da osservatore ed in agosto reclamò un secondo Roland, questa volta in fiamme. Nel periodo egli ebbe la Menzione nei dispacci. Si è qualificato ufficialmente come osservatore il 27 agosto ed il 15 settembre ha operato per la prima volta con le truppe canadesi, incluso il suo vecchio reggimento. Il 15 novembre, Barker e il suo pilota, volando molto in basso sul fiume Ancre, avvistarono una grande concentrazione di truppe tedesche che si stavano ammassando per un contrattacco su Beaumont-Hamel. L'equipaggio ha inviato una chiamata di zona di emergenza che ha portato a portare tutto il fuoco di artiglieria disponibile nell'area sul bersaglio specificato. La forza di circa 4 000 fanti tedeschi è stata effettivamente distrutta. Gli è stata assegnata la Military Cross per questa azione nelle fasi conclusive della Battaglia della Somme.
Nel gennaio 1917, dopo aver trascorso il Natale in congedo a Londra, iniziò l'addestramento da pilota all'aeroporto di Netheravon, 6,4 km a nord di Amesbury, volando da solo dopo 55 minuti di doppia istruzione. Il 24 febbraio 1917 tornò per servire una seconda volta sulle macchine di cooperazione del Corpo come pilota sui B.E.2 ed i Royal Aircraft Factory R.E.8 nel 15 Squadron. Il 25 marzo, Barker fa abbassare ancora un aereo nemico. Il 25 aprile 1917 durante la Battaglia di Arras (1917), Barker, su R.E.8 con l'osservatore Lt. Goodfellow, individuò oltre 1 000 truppe tedesche che si erano rifugiate nelle trincee di supporto. Il duo ha diretto il fuoco dell'artiglieria nelle posizioni, evitando così un contrattacco.
Dopo essere stato premiato con la Military Cross a luglio, Barker fu ferito alla testa dal fuoco antiaereo nell'agosto del 1917. Dopo un breve periodo nel Regno Unito come istruttore, le continue richieste di Barker per fare servizio di prima linea portarono al suo trasferimento per diventare un pilota da caccia e gli venne offerto un posto con il No. 56 Squadron od il No. 28 Squadron RAF. Scelse il comando della C Flight nel No. 28 Squadron appena formato, volando sui Sopwith Camel che preferì ai Royal Aircraft Factory S.E.5 del No. 56 Squadron. Sebbene Barker non sia stato un pilota altamente qualificato - soffrendo di numerosi incidenti aerei durante la sua carriera - ha compensato questa carenza con un'aggressività in azione ed un tiro di precisione molto accurato.
L'unità si è trasferita in Francia l'8 ottobre 1917 e Barker ha abbattuto un Albatros D.V durante la sua prima pattuglia. Ha rivendicato un Albatros della Jasta 2 (il Lt. Lange muore) il 20 ottobre ed altri due, della Jasta 18, il 27 ottobre (Lt. Schober e Offstv Klein, di cui forza l'atterraggio).

### Fronte italiano (1917-1918)
Il 7 novembre 1917, il No. 28 Squadron fu trasferito in Italia con Barker temporaneamente al comando ed il reparto, compresi gli aerei, viaggiò in treno fino a Milano. Il 29 novembre abbatté un Albatros D.III austriaco pilotato dal Ten. Haertl della Jasta 1 vicino a Pieve di Soligo. Il 3 dicembre abbatte un pilota della Jasta 39 che muore e distrugge un pallone BK 10.
Uno dei suoi raid di maggior successo ed anche più controverso - romanzato da Ernest Hemingway nel racconto The Snows of Kilimanjaro - avviene il 25 dicembre 1917, quando colpisce i tedeschi di sorpresa, insieme al suo gregario tenente Harold B. Hudson, sull'aeroporto della Fliegerabteilung (A) 204, incendiando un hangar e danneggiando quattro aerei tedeschi prima di far cadere un cartello che augura agli avversari un "Buon Natale".
Il 1º gennaio 1918 egli colpisce il tenente Lang della Jasta 1 che muore ed in febbraio abbatte due palloni, due caccia Albatros (uno pilotato da Feldwebel Karl Semmelrock della Flik 51J) ed un paio di biposto a febbraio. A marzo viene insignito del Distinguished Service Order, quando ha anche abbattuto altri tre Albatros ed un Pallone da osservazione.
A causa della sua tendenza a ignorare gli ordini volando in molti pattugliamenti non autorizzati, Barker fu trasferito quando la carica di ufficiale comandante del No. 28 Squadron divenne vacante. Insoddisfatto, fece domanda per un posto e si unì al No. 66 Squadron RAF nell'aprile 1918, dove reclamò altri 16 abbattimenti a metà luglio.
Il 17 aprile ha abbattuto l'Oblt. Gassner-Norden della FliK 41J, sull'Albatros D.III (Oef) ad est di Vittorio Veneto. Divenne quindi Comandante del No. 139 Squadron RAF, sui Bristol F.2 Fighter. Barker tuttavia portò con sé il suo Sopwith Camel continuando a volare in operazioni da caccia. Ha effettuato una sortita insolita nella notte del 9 agosto, quando ha pilotato un aereo da ricognizione armato Savoia-Pomilio SP.4 del Gruppo speciale Aviazione I con il Capitano osservatore inglese William Wedgwood Benn, per far atterrare con il paracadute la spia Alessandro Tandura dietro le linee nemiche.
A questo punto, il suo Sopwith Camel personale (numero di serie B6313) era diventato l'aereo da caccia di maggior successo nella storia della RAF, in quanto Barker lo aveva usato per abbattere 46 aeromobili e palloni dal settembre 1917 al settembre 1918, per un totale di 404 ore di volo operative. L'aereo viene smantellato nell'ottobre del 1918 e Barker tiene l'orologio come un ricordo, anche se gli viene chiesto di restituirlo il giorno seguente. Durante questo periodo Barker ha provato una serie di modifiche al B6313, per migliorare le sue prestazioni da caccia. L'efficienza del raffreddamento del motore rotativo Clerget era più povera nel clima più caldo italiano, quindi molte fessure di raffreddamento supplementari sono state tagliate nella cappottatura. La scarsa visibilità verso l'alto del Camel portò Barker a tagliare via parti più grandi del tessuto della sezione centrale. Aveva anche un tipo di mitragliatrice con intaglio e tallone che sostituivano il mirino standard.
Avendo volato più di 900 ore da combattimento in due anni e mezzo, il 29 settembre del 1918 Barker fu trasferito nel Regno Unito per comandare la scuola di addestramento dei caccia nell'aerodromo di Hounslow Heath, a 17,9 km ovest-sud-ovest da Charing Cross. Barker ha terminato il suo servizio in Italia con 33 aerei dichiarati distrutti e nove palloni d'osservazione abbattuti, singolarmente o con altri piloti.
Barker raggiunse 50 vittorie complessive di cui 42 in Italia.

### Victoria Cross
A Londra al quartier generale della RAF, ha convinto i suoi superiori che aveva bisogno di aggiornarsi sulle ultime tecniche di combattimento in Francia e gli è stata concessa una commissione itinerante di 10 giorni in Francia, in cui scelse il Sopwith Snipe come suo aereo personale unendosi al No. 201 Squadron RAF, il cui comandante dello Squadron, il maggiore Cyril Leman, era suo amico dai tempi in cui era un aviatore della Cooperativa Corps.
Mentre riportava il suo Snipe in un deposito di aerei, attraversò le linee nemiche a 21 000 piedi sopra la Forêt de Mormal. Egli attaccò un due posti Rumpler Flugzeugwerke nemico abbattendolo, con il suo equipaggio che si lanciò con il paracadute (l'aereo era il FAA 227 con l'osservatore tenente Oskar Wattenburg che morì). Per sua stessa ammissione, fu incurante e venne attaccato da una formazione di Fokker D.VII della Jagdgruppe 12, composta dalle Jasta 24 e Jasta 44. In una battaglia contro 15 o più macchine nemiche, Barker è stato ferito tre volte nelle gambe, poi il suo gomito sinistro è stato spazzato via, ma è riuscito a controllare il suo Snipe e ad abbattere o forzare altri tre aerei nemici (due perdite di piloti tedeschi erano il Vfw. Alfons Schymik della Jasta 24, morto ed il tenente Hinky della Jasta 44, ferito). Il combattimento si svolse immediatamente sopra le linee del Canadian Corps. Gravemente ferito e sanguinante copiosamente, Barker atterrò forzatamente dentro le linee Alleate e gli salvarono la vita gli uomini di una Sezione della RAF Kite Balloon che lo trasportarono in una stazione di addestramento. La fusoliera del suo aereo Snipe fu recuperata dal campo di battaglia e conservata al Canadian War Museum di Ottawa, nell'Ontario.
Egli rimase in un ospedale di Rouen, in Francia, Barker fino alla metà del gennaio 1919, per poi essere trasportato in Inghilterra. Non era in grado di camminare che per i pochi passi necessari per l'investitura della Victoria Cross a Buckingham Palace del 1º marzo 1919.
Barker era ufficialmente accreditato per un pallone catturato, due (e sette condivisi) abbattuti, 33 (e due condivisi) aerei abbattuti e cinque aerei "fuori controllo", il più alto rapporto di "abbattimenti" per qualsiasi pilota della RAF, RFC o RNAS durante il conflitto. Le forze militari d'oltremare del Canada hanno riconosciuto Barker come "detentore del record per le decorazioni di combattimento" assegnate nella prima guerra mondiale.

### L'eroe maggiormente decorato
Barker tornò in Canada nel maggio del 1919 come il più decorato di guerra canadese, con la Victoria Cross, il Distinguished Service Order e Bar, la Military Cross e due Bars, due volte Medaglia d'argento al Valor Militare e la Croix de guerre 1914-1918 (Francia). È stato anche citato nelle Menzione nei dispacci tre volte. Il Canadian Daily Record, una pubblicazione delle Overseas Military Forces of Canada, scrisse nel dicembre del 1918 che William Barker di Dauphin, Manitoba, era il canadese che detiene il record per "la maggior parte delle decorazioni di combattimento" nella guerra. Nessun altro soldato, marinaio o aviatore canadese ha superato questo record e la mostra del Canadian War Museum, situata ad Ottawa, nell'Ontario, afferma: "Il tenente colonnello William G. Barker, uno dei leggendari assi della guerra, rimane il canadese più decorato nel servizio militare. " Una lapide sulla sua tomba nel mausoleo del Mount Pleasant Cemetery di Toronto, ufficialmente svelata il 22 settembre 2011, lo descrive come "L'eroe di guerra più decorato nella storia del Canada, dell'Impero britannico e del Commonwealth delle Nazioni". Solo altri due militari nella storia del Commonwealth o dell'Impero hanno ricevuto altrettante medaglie britanniche per la galanteria. Questi erano Edward Mannock e James McCudden e, come Barker, erano entrambi "piloti da ricognizione" nella prima guerra mondiale. Barker, Mannock e McCudden hanno ricevuto sei medaglie britanniche, tra cui la Victoria Cross. McCudden è stato anche premiato con una Croix de Guerre francese. Ma con le sue tre medaglie straniere e le tre menzioni nei Dispacci, Barker ha ricevuto un totale di 12 premi per il valore.

## Il dopoguerra
Barker ha stretto una partnership commerciale, Bishop-Barker Airplanes Limited, con il collega Victoria Cross e l'asso canadese Billy Bishop, che è durata circa tre anni. 
Nel 1922 rientrò nella nascente Royal Canadian Air Force come Wing commander (grado militare), prestando servizio come comandante del campo di Camp Borden, nell'Ontario, dal 1922 al 1924.
Barker è stato nominato direttore facente funzione della RCAF all'inizio del 1924 e si è laureato presso il RAF Staff College di Andover (Regno Unito)
nel 1926. In attesa di iniziare il RAF Staff College Course n. 4, Barker ha trascorso due settimane in Iraq con la RAF per saperne di più sugli usi del potere aereo. Ha formalmente riportato le sue scoperte al Ministro della Difesa Nazionale ed in modo informale, al generale di brigata Billy Mitchell, del servizio aereo degli Stati Uniti. Uno dei suoi successi nella RCAF è stata l'introduzione dei paracadute. Dopo aver lasciato la RCAF è diventato il primo presidente del club di hockey del Toronto Maple Leafs e coinvolto nelle fattorie di coltivazione del tabacco nel sud-ovest dell'Ontario.
Barker ha continuato a soffrire per gli effetti fisici delle sue ferite da arma da fuoco del 1918: le sue gambe sono state permanentemente danneggiate ed ha sofferto un movimento molto limitato nel braccio sinistro. Ha anche lottato con l'alcolismo negli ultimi anni della sua vita. Morì nel 1930 quando perse il controllo del suo addestratore biplano Fairchild KR-21 durante un volo dimostrativo per la RCAF, presso l'Air Station Rockcliffe, vicino ad Ottawa, nell'Ontario. Barker, 35 anni, era all'epoca presidente e direttore generale della Fairchild Aircraft a Montreal.

## Memoria
Ai suoi funerali, il più grande evento nazionale di stato nella storia di Toronto, hanno partecipato una guardia d'onore di 2 000 soldati. Il corteo si estendeva per più di un miglio e mezzo e comprendeva il Capo dello Stato Maggiore ed i suoi ufficiali superiori, il Luogotenente Governatore dell'Ontario, il Sindaco di Toronto, tre ministri del governo federale ed altri sei beneficiari della Victoria Cross. Una guardia d'onore è stata fornita dall'esercito degli Stati Uniti. Circa 50 000 spettatori percorrevano le strade di Toronto in rotta verso il cimitero di Mount Pleasant, dove Barker era sepolto nella cripta di famiglia di sua moglie nel Mausoleo.
Il 6 giugno 1931 un aeroporto di Toronto, in North York (Toronto), fu ribattezzato Barker Field alla sua memoria.
Nella sua città natale, Dauphin, Manitoba, una scuola elementare e l'Aeroporto Barker (dedicato nel 1998) sono stati intitolati in suo onore. Lo squadrone di Dauphin dei Royal Canadian Air Cadets prende il nome da Barker. Una scuola elementare presso il CFB di Borden in Ontario è stata anche chiamata dopo Barker prima della sua chiusura a metà degli anni '90. Nel 2012, il Southport Aerospace Center ha nominato il suo nuovo alloggio per studenti del volo. Durante la settimana dell'8 gennaio 1999, il governo federale canadese designò Barker come persona di importanza storica nazionale. La serie Flightpath della Discovery Channel, un documentario televisivo, includeva un episodio intitolato "First of the Few", una biografia di William Barker, trasmesso in Canada il 27 aprile 1999. Nel 2003 la trasmissione televisiva del canale History (Canada) mostra "The Hero's Hero - The Forgotten Life of William Barker."
L'unica figlia di Barker, Jean Antoinette Mackenzie (nata Barker), è morta nel luglio 2007. Il 22 settembre 2011 è stato inaugurato un monumento al cimitero di Mount Pleasant di Toronto per indicare William Barker come "l'eroe di guerra più decorato nella storia del Canada, dell'Impero britannico e del Commonwealth delle nazioni."
Il 1º ottobre 2016 è stata inaugurata in piazza Rigo di Spresiano una statua di bronzo di Armando Barbon raffigurante Barker donata dal nipote David Mackanzie e nel comune di Gazzo vi è una via intitolata a Barker.